# Mariagerfjord
Mariagerfjord je općina u danskoj regiji Sjeverni Jutland.

## Zemljopis
Općina se nalazi u istočnom dijelu poluotoka Jutlanda, prositire se na 792,92 km2.

## Stanovništvo
Prema podacima o broju stanovnika iz 2010. godine općina je imala 42.604 stanovnika, dok je prosječna gustoća naseljenosti 53,7 stan/km2. Središte općine je grad Hobro.

### Veća naselja
| Veća naselja u općini |             |                    |
| Br.                   | Naselje     | Stanovnika (2010.) |
| 1.                    | Hobro       | 11.469             |
| 2.                    | Hadsund     | 5.028              |
| 3.                    | Mariager    | 2.519              |
| 4.                    | Arden       | 2.434              |
| 5.                    | Assens      | 1.542              |
| 6.                    | Valsgård    | 1.035              |
| 7.                    | Als         | 948                |
| 8.                    | Øster Hurup | 660                |
| 9.                    | Astrup      | 543                |
| 10.                   | Skelund     | 490                |

## Vanjske poveznice
- Službena stranica općine